# Taenaris macrophthalmus
Taenaris macrophthalmus är en fjärilsart som beskrevs av Hans Fruhstorfer 1905. Taenaris macrophthalmus ingår i släktet Taenaris och familjen praktfjärilar. Inga underarter finns listade i Catalogue of Life.